# Lampshade
"Lampshade" er en sang af det danske band Kashmir fra deres album The Good Life (1999). Den er skrevet af Kashmir og Kenneth Kruse (dette fremgår af CODA's registrering af sangen, men ikke på selve pladen, som Kenneth Kruse frabad sig at blive nævnt på).
Mange[kilde mangler] betegner sangen for at have bedre lyrik end nogen anden sang fra Kashmir. Teksten tager afsæt i et uudgivet dansk digt af Kenneth Kruse med titlen "Lampeskærm", som Kasper Eistrup fik tilladelse til at at oversætte brudstykker af til engelsk (det oprindelige digt har intet med incest at gøre). Sangen beskriver en fremtrædende offentlig persons seksuelle forbrydelser imod sin egen datter. Teksten handler ikke, som nogle synes at tro, om Kasper Eistrups egen opvækst men altså om en historie som er blevet ham fortalt af en bekendt. Han bruger Lampeskærmen som en parafrase.